# Фёгелин, Эрик
Эрик Герман Вильгельм Фёгелин (нем. Erich Hermann Wilhelm Vögelin, также известный как нем. Eric Voegelin; 3 января 1901, Кёльн, Германия — 19 января 1985, Калифорния, США) — немецкий и американский политический философ, историк.

## Биография
В 1910 переехал с родителями в Вену. Окончил Венский университет, где получил докторскую степень в 1922. Преподавал там же социологию и политическую теорию с 1928 по 1938. В это же время у Фёгелина завязались дружеские отношения с Альфредом Шюцем и Фридрихом Хайеком.
В 1938 после аншлюса вместе с женой бежал в Швейцарию, а затем эмигрировал в США, в 1944 они получили американское гражданство. Преподавал в Университете штата Луизиана. Как отмечает Geoffrey Barraclough, Фёгелин был «практически неизвестен» до публикации The New Science of Politics (1952).
С 1958 по 1969 преподавал политологию в Мюнхенском университете, где основал Институт политических исследований. В 1969 вернулся в США, работал в Гуверовском институте войны, революции и мира при Стэнфордском университете.
Удостоился фестшрифта (в 1981).

## Произведения
- The New Science of Politics. — Chicago: The University of Chicago Press, 1952.
  - Главы книги (рус.)
    - Гностицизм — природа современности
    - Гностическая революция. Пуритане
- Order and History (в 5 томах, 1956—1985)
- History of Political Ideas (в 8 томах)
- From Enlightenment to Revolution (1975)
  - Главы книги (рус.)
    - Марксизм и кризис Запада
    - Перевернутая диалектика
    - Маркс: рождение гностического социализма
- Понятие тотального государства Карла Шмитта gefter.ru
- О Гегеле — исследование чародейства

### На русском языке

#### Монографии
- Новая наука политики. — СПб.: Издательство «Владимир Даль», 2020. — 372 с. — ISBN 978-5-93615-240-5

#### Статьи
- Фёгелин Э. Политическая теория и паттерн общей истории // Политическая теория в XX веке: сборник статей / под ред. А. Павлова. — М.: Издательский дом «Территория будущего», 2008. — С. 83-93. — ISBN 5-91129-022-7.
- «О тирании» Лео Штрауса // Социологическое обозрение. Т. 10. № 3. 2011.